# Alexeï Nikolaïevitch Bakhmetev
Alexeï Nikolaïevitch Bakhmetev (en russe : Алексей Николаевич Бахметев), né en 1774 dans la province de Penza, décédé le 15 septembre 1841 dans la province de Podolsk.
Général d’infanterie russe, au cours des guerres napoléoniennes, il fut l’un des commandants en chef de l’Armée impériale de Russie.
Son frère aîné, Nikolaï Nikolaïevitch Bakhmetev fut également un héros de la guerre patriotique de 1812

## Biographie
Issu d’une famille noble tatare de la province de Penza, il est le fils de Nikolaï Ivanovitch Bakhmetev
(1750-?) et de Sofia Natalia Lvova Maslova (1735-1777).
En qualité de sous-officier, le 10 septembre 1777, il intègre le régiment de la Garde Preobrajenski.
Le 1er janvier 1790, au grade d’enseigne, il est transféré au régiment Izmaïlovski. Dans ses rangs, il participe à la guerre russo-suédoise de 1788-1790.
Le 22 novembre 1798, Bakhmetev est élevé au grade de colonel (Полковник -polkovnik).
Le 31 mars 1800, il est promu major-général (Генерал-майор - general-maïor), il reçoit le commandement du 9e régiment de Grenadiers de Sibérie (Сибирский 9-й гренадерский полк- Sibirski 9ï grenaderski polk). Avec son régiment, il s’illustre lors d’une campagne militaire au sud de l’Italie.
Pendant la guerre russo-turque de 1806-1812, au cours des différentes batailles de ce conflit : il participe aux prises des forteresses de Girsovo, Constanţa.
Au cours de la prise de Tataritskoïe, il est blessé au côté gauche par une décharge de mitraille. Pour cet acte de bravoure, le 25 juillet 1810, il lui est décerné l’ordre de Saint-Georges (3e classe).
Lors de la prise de la forteresse de Silistra (1810), dirigeant l’assaut, il démontre à nouveau sa vaillance au combat mais est grièvement blessé à la jambe.
Il reçoit l’Ordre de Sainte-Anne (1re classe).
Après une longue convalescence, le major-général Bakhmetev, prend en 1811 le commandement de la 26e division d’infanterie.
En mai 1812, il reçoit le commandement de la 23e division d’infanterie du 4e Corps d’infanterie de la 1re Armée de l’Ouest. Avec sa division, il prend part à la guerre patriotique de 1812, il s’illustre aux batailles d’Ostrovno (25 juillet-27 juillet 1812), de Smolensk (16 août-17 août 1812), et Valutino (19 août 1812). À la bataille de Borodino (7 septembre 1812), il est grièvement blessé, sa jambe fut arrachée au-dessus du genou, la perte de sa jambe le contraint à quitter l’armée. Pour son héroïque comportement au cours de cette bataille, il est élevé au grade de lieutenant-général.

### Gouverneur

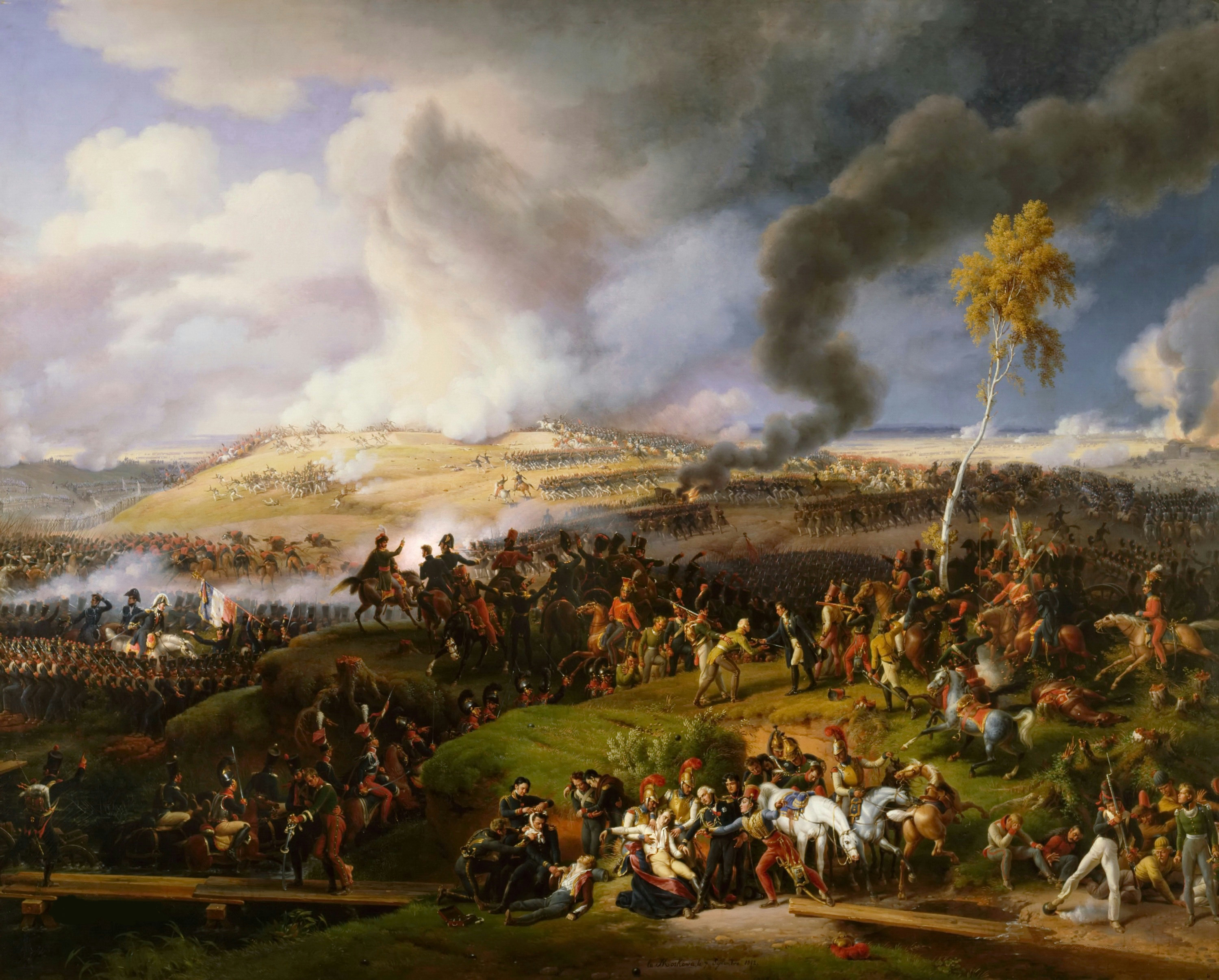
La Bataille de Borodino, tableau de Louis Lejeune (1822)

Le 27 mars 1814, Alexandre Ier de Russie lui confie le poste de gouverneur militaire de Théodosie.
En mai 1816, Alexeï Nikolaïevitch Bakhmetev est nommé au poste de gouverneur de la province de Bessarabie. Le 12 décembre 1823, il est promu général d’infanterie, en 1828, il occupe les fonctions de gouverneur-général de Nijni Novgorod, Kazan, Simbirsk et Penza.
Le 6 décembre 1828, il est admis à siéger au Conseil d’État.

### Décès
Alexeï Nikolaïevitch Bakhmetev meurt le 15 septembre 1841 dans la province de Podolsk.

### Mariage et descendance
Il épouse Victoria Octavia Stanislavovna Potocka (1782-1826), fille du comte Stanislas Potocki, général de l'armée polonaise, puis de l'armée russe, et de sa première épouse, Joséphine Mniszech. Elle avait été précédemment mariée avec le comte Antoine Louis Octave de Choiseul Gouffier, pair de France, dont elle avait quatre enfants. Une fille naquit de cette union :
- Varavara Alexeïevna Bakhmeteva (1808-1896), mariée avec Valeriane Grigorievitch Stolypine (1807-1852).

Veuf, Alexeï Nikolaïevitch Bakhmetev se remarie avec Natalia Gotfridovna Sviatpolk-Tchetvertinskaya (1816-?).
Un fils naquit de cette union :
- Nikolaï Alexeïevitch Bakhmetev-Protassov (1834-1907) Ataman des Cosaques d’Astrakhan[1]. Le fils du général Alexeï Nikolaïevitch Bakhmetev s’illustra au cours de la guerre russo-turque de 1877-1878 ; en 1880, il fut nommé gouverneur d’Astrakhan et Ataman des Cosaques d’Astrakhan. Le 30 août 1881, il fut promu lieutenant-général, il fut, comme son père, admis à siéger au Conseil d’État[6]. Fait chambellan, en 1847, il reçoit du  tsar Nicolas Ier de Russie le titre de comte Protassov. Il prit part à la guerre de Crimée[7]. En 1829, il épouse Anna Petrovna Tolstoï.

## Carrière militaire
- 1777-1790 : régiment Préobrajensky
- 1790-1800 : régiment Izmaïlovski
- 1800-1811 : régiment des Grenadiers de Sibérie
- 1811-1812 : 26e division d’infanterie
- 1812-1812 : 23e division d’infanterie

## Distinctions militaires
- 25 juillet 1810 : ordre de Saint-Georges (3e classe)
- Ordre de Sainte-Anne (1re classe avec diamants)
- Ordre de Saint-Alexandre Nevski
- Ordre de Saint-Vladimir (2e classe)

## Sources
- (ru) Cet article est partiellement ou en totalité issu de l’article de Wikipédia en russe intitulé « Бахметев, Алексей Николаевич » (voir la liste des auteurs).